# Филиппов, Николай Григорьевич
Николай Григорьевич Филиппов (род. 14 мая 1930, Казань) — российский тромбонист и музыкальный педагог; солист эстрадного оркестра под управлением Олега Лундстрема и симфонического оркестра Московской филармонии, артист симфонического оркестра Комитетата кинематографии СССР, преподаватель Московского музыкального училища им. Ипполитова-Иванова и Музыкально-педагогического институтата им. Гнесиных, заслуженный артист РСФСР (1981).

## Биография
Николай Филиппов окончил Казанское музыкальное училище по классу Г. Велечковского в 1951 году и Казанскую консерваторию по классу А. Колпинского в 1957 году. С 1955 по 1960 он был солистом эстрадного оркестра под управлением Олега Лундстрема. С 1960 по 1962 Филиппов играл в симфоническом оркестре Комитетата кинематографии СССР, с 1962 был солистом симфонического оркестра Московской филармонии. В 1976 году он начал преподавать в Московском музыкальном училище им. Ипполитова-Иванова. С 1982 года он также вёл педагогическую деятельность в Музыкально-педагогическом институтате им. Гнесиных.

Исполнительскую манеру Николая Филиппова высоко оценил народный артист СССР композитор Родион Щедрин, особо отметив его исполнение партии тромбона в таких своих сочинениях, как вторая симфония, концерты «Озорные частушки» и «Звоны»: 
...Он обладает даром легкой, непринужденной игры на тромбоне, свободно владеет основным богатством этого инструмента - красивым, гибким, выразительным звуком. Техническое совершенство, безупречная интонация, развитое чувство ансамбля - качества, ставящие Филиппова в ряд выдающихся музыкантов-духовиков. Немало сольных партий с блеском, подлинным мастерством исполнено замечательным артистом...
В 1981 году Николаю Филиппову было присвоено почётное звание заслуженный артист РСФСР.